# ونزن
ونزن (به ایتالیایی: Venzone) یک کومونه در ایتالیا است که در استان اودینه واقع شده‌است.

## خصوصیات
ونزن ۵۴٫۶ کیلومترمربع مساحت و ۲٬۲۱۷ نفر جمعیت دارد و ۲۳۰ متر بالاتر از سطح دریا واقع شده‌است.

## نگارخانه

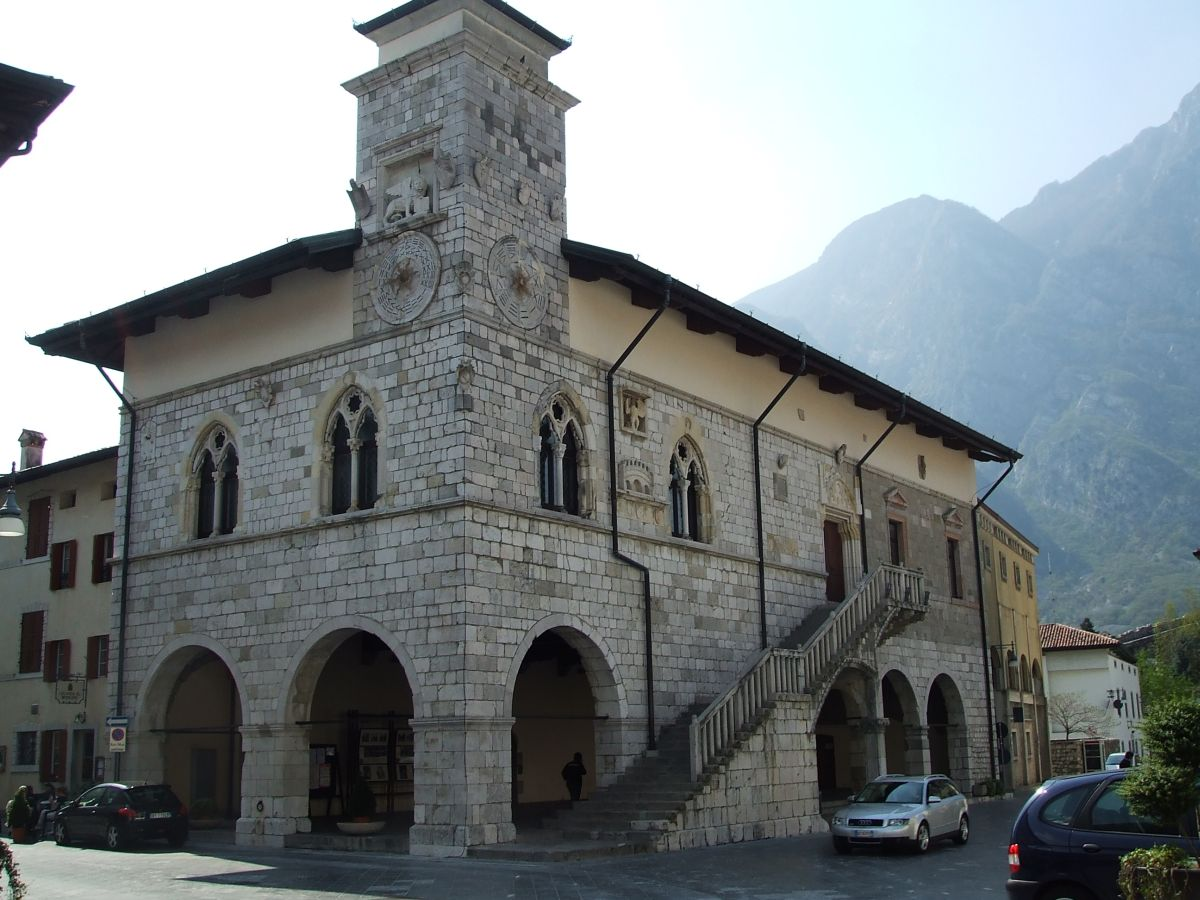
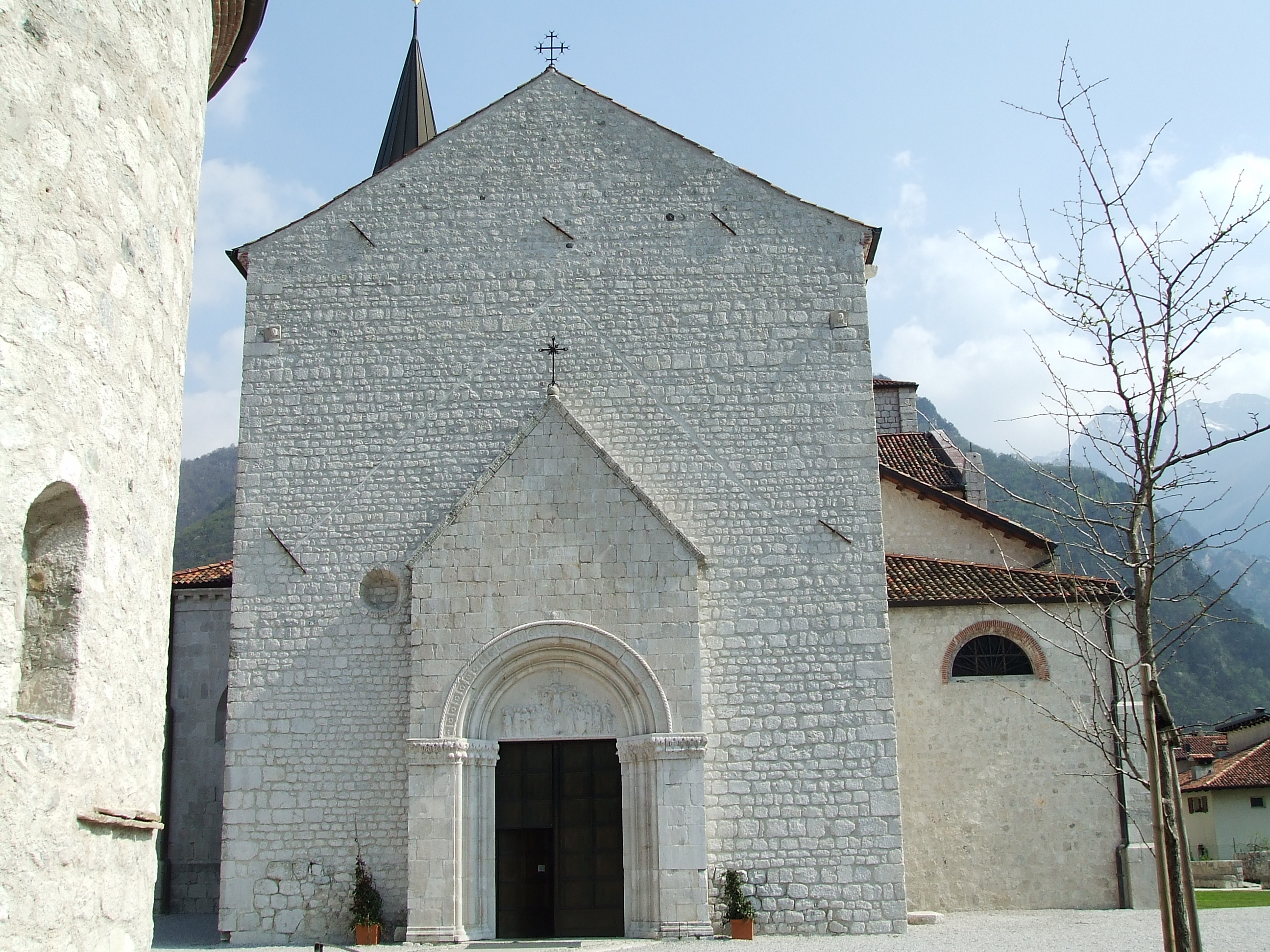
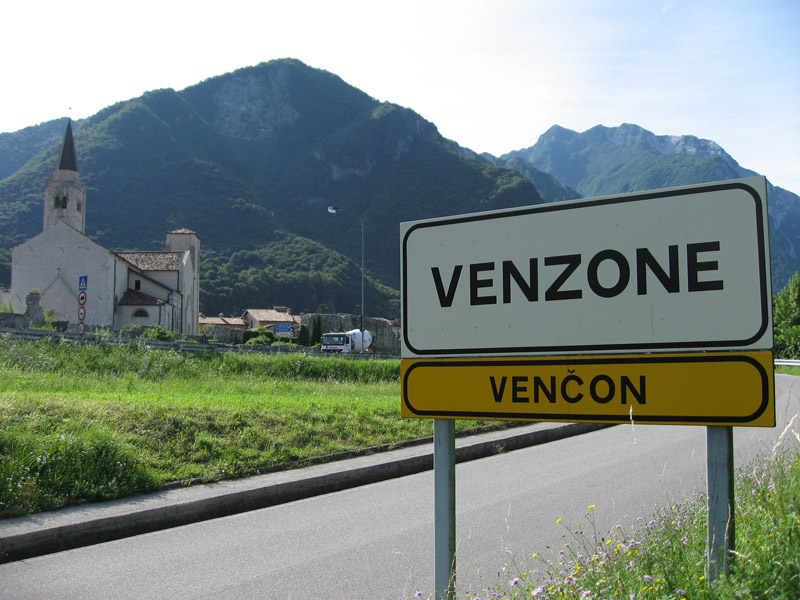
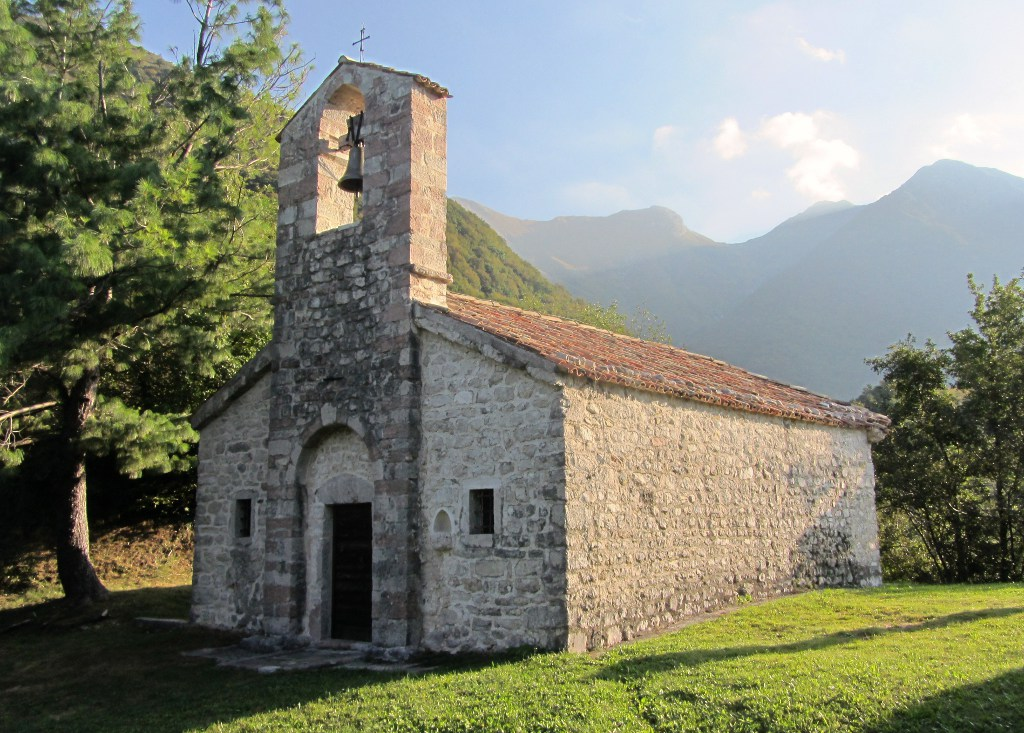
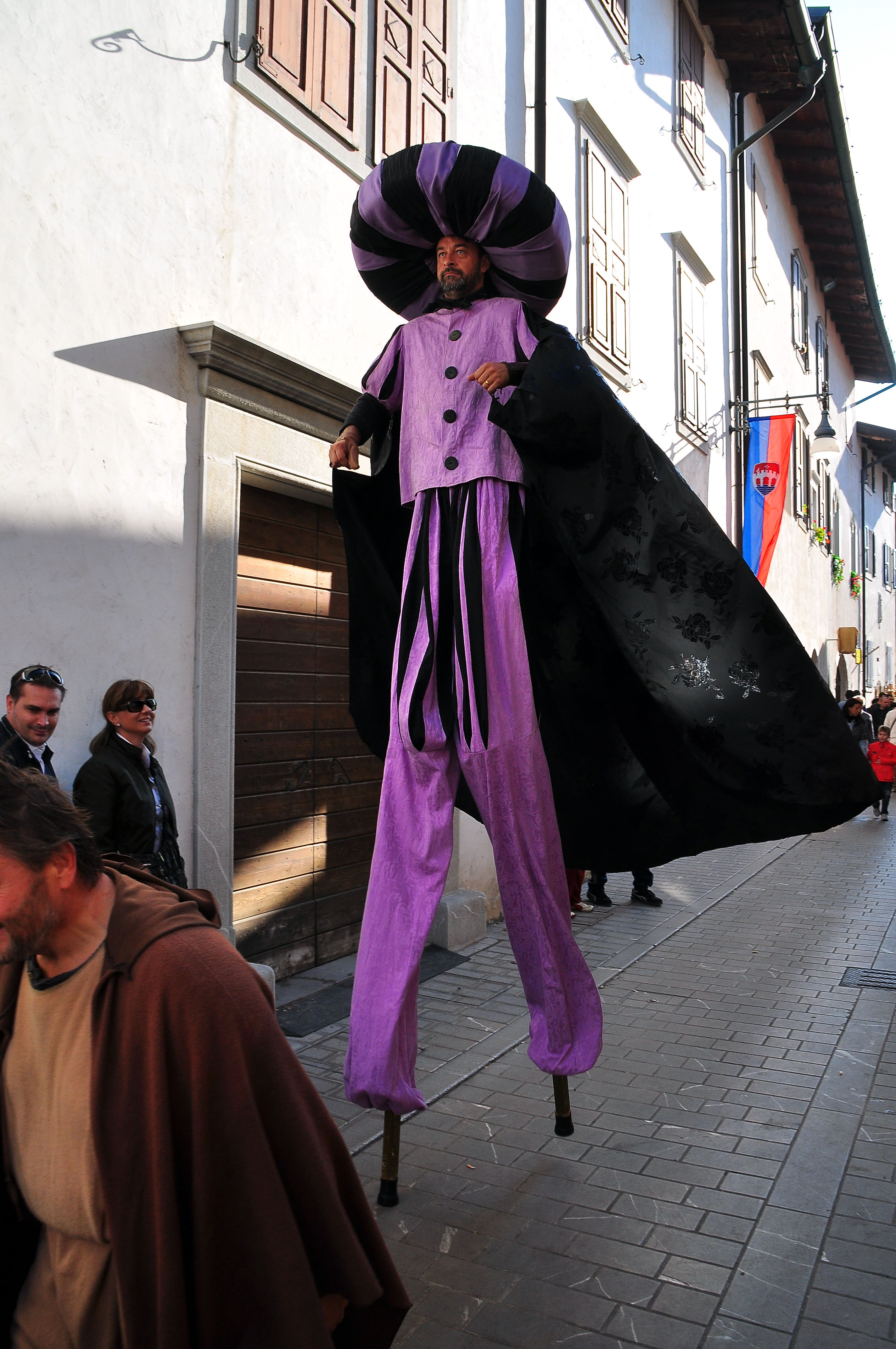